# Vasil
Vasil és una pel·lícula de comèdia dramàtica hispano-búlgara del 2022 escrita i dirigida per Avelina Prat en el seu debut com a directora, protagonitzada per Ivan Barnev (com a personatge principal), Karra Elejalde, i Alexandra Jiménez al costat de Susi Sánchez, i Sue Flack. Rodada originalment en castellà, es va doblar al català per a TV3.

## Argument
La trama segueix la relació d'amistat desenvolupada entre en Vasil (un intel·ligent i carismàtic immigrant búlgar, així com un hàbil jugador de bridge i escacs) i l'Alfred, un arquitecte vidu i jubilat que l'acull a casa seva, malgrat la sorpresa de la Luisa (filla de l'Alfred i traductora i bibliòfila).

## Repartiment
- Ivan Barnev - Vasil[4]
- Karra Elejalde - Alfred[4]
- Alexandra Jiménez - Luisa[4]
- Susi Sánchez - Carmen[4]
- Sue Flack[4]
- Lorena López[4]
- Pepo Blasco[4]

## Producció
Coproducció hispano-búlgara, la pel·lícula va ser produïda per Diferente Films AIE, amb seu a València, i la productora catalana Distino Films juntament amb la búlgara Activist 38. i va comptar amb la participació de RTVE, TV3, i À Punt Mèdia i el suport de l'ICAA, IVC, ICEC, i el programa Creative Europe MEDIA. Es va rodar a València, Sueca, Silla i el Port de Sagunt. Santiago Racaj va treballar com a director de fotografia mentre que Mónica Bernuy va assumir la direcció d'art.

## Estrena
Vasil es va estrenar al Festival Internacional de Cinema de Varsòvia. El seu recorregut també va incloure la Seminci i la Mostra de València. Originalment inclosa a la llista 'Meeting Point' de la Seminci, la pel·lícula es va incloure a la selecció oficial del festival després de la desqualificació de La manzana de oro de Jaime Chávarri. Distribuïda per la catalana Filmax, es va estrenar a les sales d'Espanya el 4 de novembre de 2022.

## Recepció
Carlos Marañón de Cinemanía ha valorat la "pel·lícula parlada i retardada amb un ritme original propi" amb 3 sobre 5, considerant que encara que la profusió de determinades situacions es pugui tornar una mica repetitiva, la pausa i el treball d'actuació "deixa una pau estranya però addictiva, molt poc habitual en el cinema recent".
Elsa Fernández-Santos d' El País va considerar que el primer llargmetratge de Prat era una "història amable d'amistat", en cas contrari amb elements de comèdia costumbrista i tons autobiogràfics.
Mariana Hristova de Cineuropa ha destacat Elejalde i Barnev per la seva "actuació orgànica dels matisos gràcils en la comunicació entre dues persones que representen universos oposats", alhora que ha afegit que els ambients interiors i els tons càlids aconsegueixen crear una "atmosfera íntima".

## Accolades
| Any  | Premi                                             | Categoria                      | Nominat                      | Resultat  | Ref           |
| ---- | ------------------------------------------------- | ------------------------------ | ---------------------------- | --------- | ------------- |
| 2022 | 67a Setmana Internacional de Cinema de Valladolid | Millor Actor                   | Karra Elejalde & Ivan Barnev | Guanyador | [ 13 ]        |
| 2022 | 5ns Premis Berlanga                               | Millor pel·lícula              | Millor pel·lícula            | Guanyador | [ 14 ] [ 15 ] |
| 2022 | 5ns Premis Berlanga                               | Millor director                | Avelina Prat                 | Guanyador | [ 14 ] [ 15 ] |
| 2022 | 5ns Premis Berlanga                               | Millor guió                    | Avelina Prat                 | Guanyador | [ 14 ] [ 15 ] |
| 2022 | 5ns Premis Berlanga                               | Millor banda sonora            | Vincent Barrière             | Guanyador | [ 14 ] [ 15 ] |
| 2022 | 5ns Premis Berlanga                               | Millor so                      | Iván Martínez Rufat          | Guanyador | [ 14 ] [ 15 ] |
| 2022 | 5ns Premis Berlanga                               | Millor supervisió de producció | Lorena Lluch                 | Nominat   | [ 14 ] [ 15 ] |
| 2022 | 5ns Premis Berlanga                               | Millor actriu secundària       | Susi Sánchez                 | Guanyador | [ 14 ] [ 15 ] |
| 2022 | 5ns Premis Berlanga                               | Millor vestuari                | Giovanna Ribes               | Nominat   | [ 14 ] [ 15 ] |
| 2022 | XV Premis Gaudí                                   | Millor director novell         | Avelina Prat                 | Nominat   | [ 16 ]        |
| 2023 | X Premis Feroz                                    | Millor pel·lícula de comèdia   | Millor pel·lícula de comèdia | Nominat   | [ 17 ]        |
| 2023 | X Premis Feroz                                    | Millor actor protagonista      | Karra Elejalde               | Nominat   | [ 17 ]        |